# Központi-Zempléni-hegység
Központi-Zempléni-hegység este o arie protejată (arie specială de conservare — SAC, sit de importanță comunitară — SCI) din Ungaria întinsă pe o suprafață de 8.665,78 ha, integral pe uscat.

## Localizare
Centrul sitului Központi-Zempléni-hegység este situat la coordonatele 48°25′48″N 21°23′17″E / 48.43°N 21.388056°E.

## Înființare
Situl Központi-Zempléni-hegység a fost declarat sit de importanță comunitară în mai 2004 pentru a proteja 6 specii de plante și 28 de specii de animale. Situl a fost protejat și ca arie specială de conservare în februarie 2010.

## Biodiversitate
Situată în ecoregiunea panonică, aria protejată conține 17 habitate naturale: Fânețe montane, Pajiști stepice subpanonice, Păduri pe pante, grohotișuri și ravene de Tilio-Acerion, Pajiști cu Molinia pe soluri calcaroase, turboase sau argilos-nămoloase (Molinion caeruleae), Roci stâncoase cu vegetație pionieră de Sedo-Scleranthion sau Sedo albi-Veronicion dillenii, Peșteri inaccesibile publicului, Păduri panonice-balcanice de stejar turcesc - stejar sesil, Păduri aluvionare cu Alnus glutinosa și Fraxinus excelsior (Alno-Padion, Alnion incanae, Salicion albae), Mlaștini turboase de tranziție și turbării mișcătoare, Păduri panonice cu Quercus petraea și Carpinus betulus, Formațiuni de Juniperus communis pe lande sau pajiști calcaroase, Pajiști uscate europene, Formațiuni ierboase bogate în specii de Nardus, dezvoltate pe substraturi silicioase în zone montane (și în zone submontane, în Europa continentală), Păduri de fag Luzulo-Fagetum, Pajiști panonice carstice (Stipo-Festucetalia pallentis), Liziere de ierburi înalte hidrofile de câmpie și de nivel montan până la alpin, Păduri de fag Asperulo-Fagetum.
La baza desemnării sitului se află mai multe specii protejate:
- plante (6): clopțelul cu frunze de crin (Adenophora lilifolia), mușchi (Dicranum viride), Echium russicum, Eleocharis carniolica, Iris aphylla subsp. hungarica, sisinei (Pulsatilla grandis)
- amfibieni (1): izvoraș-cu-burta-galbenă (Bombina variegata)
- mamifere (9): liliac cârn (Barbastella barbastellus), lupul (Canis lupus), vidră de râu (Lutra lutra), râs eurasiatic (Lynx lynx), liliac cu urechi mari (Myotis bechsteinii), liliac cu urechi de șoarece (Myotis blythii), liliac comun (Myotis myotis), liliacul mare cu potcoavă (Rhinolophus ferrumequinum), liliacul mic cu potcoavă (Rhinolophus hipposideros)
- nevertebrate (16): Carabus variolosus, Carabus zawadzkii, croitorul mare al stejarului (Cerambyx cerdo), Cucujus cinnaberinus, fluturele de noapte (Eriogaster catax), Euplagia quadripunctaria, Hygromia kovacsi, Isophya stysi, rădașcă (Lucanus cervus), fluturele purpuriu (Lycaena dispar), Maculinea teleius, croitorul cenușiu al stejarului (Morimus funereus), Pholidoptera transsylvanica, gândacul de apă (Rhysodes sulcatus), Rosalia alpina, Vertigo moulinsiana
- pești (2): Barbus meridionalis, Eudontomyzon spp.

Pe lângă speciile protejate, pe teritoriul sitului au mai fost identificate 12 specii de plante, 7 specii de amfibieni, 13 specii de mamifere, 4 specii de nevertebrate, 1 specie de pești, 5 specii de reptile.